# سرگی ببشکو
سرگی ببشکو (اوکراینی: Сергій Васильович Бебешко؛ زادهٔ ۲۹ فوریهٔ ۱۹۶۸) بازیکن هندبال اهل اوکراین بود.